# Hinojosa de Duero
Hinojosa de Duero est une commune de la province de Salamanque dans la communauté autonome de Castille-et-León en Espagne.

## Patrimoine
Stèles funéraires de l'époque romaine

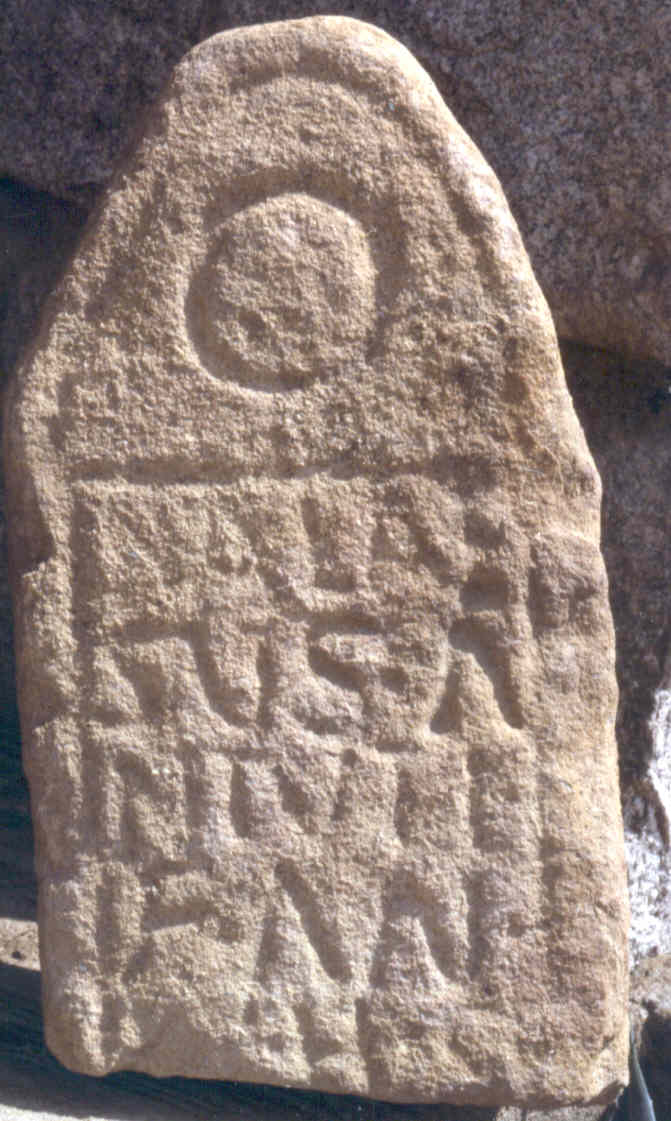
Stèle funéraire romaine portant l'épitaphe de Balaesus trouvée à Hinojosa de Duero.

Plusieurs stèles funéraire datant de l'époque romaine portant des épitaphes en latin ont été trouvées Hinojosa de Duero. Elle proviennent toutes du lieu-dit El Cabazo de San Pedro.